# Шенгелия, Давит
Давит Шенгелия (груз. დავით შენგელია; род. 6 марта 1980, Тбилиси) — австрийский шахматист, гроссмейстер (2005).
В составе сборной Австрии участник 3-х Олимпиад (2010—2014) и 3-х командных чемпионатов Европы (2009—2013).

## Изменения рейтинга
| Графики недоступны из-за технических проблем. См. информацию на Фабрикаторе и на mediawiki.org. |